# Ільда Бернард
Ільда Сара Бернард (ісп. Hilda Sarah Bernard; 29 жовтня 1920, Пуерто-Десеадо, Санта-Крус — 20 квітня 2022, Буенос-Айрес) — аргентинська акторка театру, кіно та телебачення.

## Життєпис
Народилася 29 жовтня 1920 року в місті Пуерто-Десеадо, провінція Санта-Крус, в родині англійця і австрійки, де, окрім неї, були ще дочка Ракель і син Хорхе (професійний гравець в регбі). Покинувши школу, вступила до Національної консерваторії драматичного мистецтва. Багато працювала у театрі та на радіо. 
1952 року дебютувала в кіно, зігравши головну роль у фільмі «Погані люди». Також успішною була її кар'єра на телебаченні. 1992 року отримала премію Мартін Ф'єрро як найкраща акторка другого плану за роль Лукресії Корнехо Мехія у теленовелі «Антонелла» з Андреа дель Боко. Зіграла у популярних серіалах «Марія» з Гресією Кольменарес, «Селеста», «Буремний шлях», «Флорісьєнта» та інших. 2014 року отримала звання Почесної громадянки Буенос-Айреса. 2015 року нагороджена почесною премією Мартін Ф'єрро за кар'єрні досягнення.
У 99-річному віці була інфікована коронавірусним захворюванням COVID-19, після якого повністю одужала.
Ільда Бернард померла 20 квітня 2022 року у Буенос-Айресі в 101-річному віці.

## Особисте життя
Ільда Бернард двічі була у шлюбі. Перший чоловік — радіопродюсер Орасіо Селада. 1951 року у пари народилася дочка Патрисія. Другий чоловік — драматург і продюсер Хорхе Гонсальвес, шлюб з яким тривав до його смерті 1983 року.

## Вибрана фільмографія
| Рік       |   | Українська назва          | Оригінальна назва                 | Роль                            |
| --------- | - | ------------------------- | --------------------------------- | ------------------------------- |
| 1952      | ф | Погані люди               | Mala gente                        | Кармен                          |
| 1956      | ф | Загадка жінки             | Enigma de mujer                   | Сесілія Росалес                 |
| 1969      | с | Італійка збирається заміж | Muchacha italiana viene a casarse | Фанні                           |
| 1981      | с | Моя Лаура                 | Laura mia                         | Ельза                           |
| 1984      | с | Бідна Клара               | Pobre Clara                       | Мерседес Ескобар                |
| 1985      | с | Марія                     | María                             | Амелія Ароча                    |
| 1988      | с | Пристрасті                | Pasiones                          | Фелісіана                       |
| 1991      | с | Селеста                   | Celeste                           | Аманда Садовська                |
| 1991      | с | Мануела                   | Manuela                           | мадам Герреро                   |
| 1992      | с | Антонелла                 | Antonella                         | Лукресія Корнехо Мехія          |
| 1993      | с | Селеста, завжди Селеста   | Celeste siempre Celeste           | Аманда Садовська                |
| 1995—1997 | с | Дітвора                   | Chiquititas                       | Кармен Моран                    |
| 1999      | с | Провінціалка              | Cabecita                          | Ньята                           |
| 2002—2003 | с | Буремний шлях             | Rebelde Way                       | Ільда Акоста, вчителька історії |
| 2004      | с | Флорісьєнта               | Floricienta                       | Нільда Сантільян                |
| 2004      | ф | Тінь Дженніфер            | La sombra de Jennifer             | тітка Емма                      |

## Нагороди
Мартін Ф'єрро
- 1992 — Найкраща акторка другого плану (Антонелла).
- 2015 — Почесний приз за кар'єрні досягнення.

Премія Марії Герреро
- 2010 — Почесний приз за кар'єрні досягнення.

Премія Eter (радіо)
- 2010 — Почесний приз за кар'єрні досягнення.